# FIFA 10
FIFA 10（またはFIFA Soccer 10）は、エレクトロニック・アーツ（EAスポーツ）が発売するサッカーゲーム。FIFA（国際サッカー連盟）が唯一公認するFIFAシリーズの一つ。日本でのタイトルはFIFA10 ワールドクラスサッカー。
発売される機種はPS3、Xbox 360、Wii、PC、PS2、ニンテンドーDS、PSPとなっている。
日本国内ではPS3・Xbox 360・Wii・PS2・PSP用が発売された。

## 収録チーム
FIFA 10では30リーグ、620チーム、15,000人の実名選手を収録している。なお、日本代表およびJリーグは収録されていない。

### リーグ
本作はセリエA、セリエB、ガンブリヌス・リーガ、アールスヴェンスカンは完全なライセンスを獲得していないため、一部クラブのユニフォーム及びエンブレムが実際の物と異なっているものがある。またブラジルリーグは一部クラブ名も実際のものとは異なっている。
本作からロシア・プレミアリーグが追加されているが、収録されているのはPC、PS2、PSPのみである。
- Aリーグ
- オーストリアブンデスリーガ
- ジュピラーリーグ
- ブラジル全国選手権
- ガンブリヌス・リーガ
- デンマーク・スーパーリーガ
- エールディヴィジ
- プレミアリーグ
- フットボールリーグ・チャンピオンシップ
- フットボールリーグ1
- フットボールリーグ2
- リーグ・アン
- リーグ・ドゥ
- ブンデスリーガ
- ツヴァイテリーガ
- アイルランドリーグ
- セリエA
- セリエB
- Kリーグ
- メジャーリーグサッカー
- プリメーラ・ディビシオン
- エリテセリエン
- エクストラクラサ
- スーペル・リーガ
- スコティッシュ・プレミアリーグ
- プリメーラ・ディビシオン
- セグンダ・ディビシオン
- アールスヴェンスカン
- スーパーリーグ
- トルコ・シュペルリガ
- ロシア・プレミアリーグ

### Rest of World
- ボカ・ジュニアーズ
- CAリーベル・プレート
- AEKアテネ
- PAOKテッサロニキ
- オリンピアコス
- Arka Gdynia
- Górnik Łęczna
- Pogoń Szczecin
- Wisła Płock
- Polonia Warszawa
- オーランド・パイレーツ
- カイザー・チーフス
- マメロディ・サンダウンズ
- Lausanne-Sport
- Lugano
- La Chaux-de-Fonds
- クラシック XI
- ワールド XI

### 収録代表チーム
本作からオランダは公式なライセンスを獲得し、選手名が実名となっている。
- アルゼンチン
- オーストラリア
- オーストリア
- ベルギー
- ブラジル
- ブルガリア
- カメルーン
- 中国
- クロアチア
- チェコ
- デンマーク
- イングランド
- フィンランド
- フランス
- ドイツ
- ギリシャ
- ハンガリー
- イタリア
- 韓国
- メキシコ
- オランダ
- ニュージーランド
- 北アイルランド
- ノルウェー
- パラグアイ
- ポーランド
- ポルトガル
- アイルランド
- ルーマニア
- ロシア
- スコットランド
- 南アフリカ共和国
- スロベニア
- スペイン
- スウェーデン
- スイス
- トルコ
- ウクライナ
- アメリカ合衆国
- ウルグアイ